# Verenigd Koninkrijk op het Eurovisiedansfestival
In 2008 stuurde het Verenigd Koninkrijk Camilla Dallerup en Brendan Cole naar het Eurovisiedansfestival in Londen. Met de rumba en freestyle haalden ze een 15de plaats en voorlaatste plaats.
In 2008 werd het festival weer in het Verenigd Koninkrijk gehouden, maar dit keer in Glasgow en zo deed het Verenigd Koninkrijk natuurlijk weer mee. Dit keer met Louisa Lytton en Vincent Simone, zij dansten paso doble, jive en tango. Dit keer behaalde het Verenigd Koninkrijk de 9de plaats.
Sinds 2009 wordt het festival niet meer gehouden.

## Lijst van Britse deelnames
| Jaar | Artiest                          | Stijl                     | Plaats | Punten |
| ---- | -------------------------------- | ------------------------- | ------ | ------ |
| 2007 | Camilla Dallerup en Brendan Cole | rumba en freestyle        | 15     | 18     |
| 2008 | Louisa Lytton en Vincent Simone  | paso doble, jive en tango | 9      | 47     |

## Festivals in het Verenigd Koninkrijk
| Jaar | Plaats  | Zaal                                      | Presentatoren                      |
| ---- | ------- | ----------------------------------------- | ---------------------------------- |
| 2007 | Londen  | BBC Television Centre                     | Graham Norton en Claudia Winkleman |
| 2008 | Glasgow | Scottish Exhibition and Conference Centre | Graham Norton en Claudia Winkleman |

2007 · 2008 
Zie ook: Eurovisiesongfestival · Junior Eurovisiesongfestival · Eurovision Young Musicians · Eurovision Young Dancers · Eurovision Choir
Azerbeidzjan · Denemarken · Duitsland · Finland · Griekenland · Ierland · Litouwen · Nederland · Oekraïne · Oostenrijk · Polen · Portugal · Rusland · Spanje · Verenigd Koninkrijk · Wit-Rusland · Zweden · Zwitserland